# Майзингер-Бах
Майзингер-Бах (нем. Maisinger Bach) — река в Германии, протекает по земле Бавария.
Истоки Майзингер-Баха находятся в Верхней Баварии на расстоянии нескольких десятков километров от Мюнхена. Он образуется слиянием множества мелких речек, таких как Махтльфингер-Бах, Вилингер-Бах, Дайксфуртер-Бах. Их истоки находятся на высотах в пределах 630—720 м. На отрезке течения через деревню Ашеринг река носит название Ашерингер-Бах. Под названием Георгенбах она впадает в озеро Штарнбергер-Зе в Штарнберге. Высота устья 584 м.
Длина реки — 18,44 км. Площадь бассейна реки составляет 47,65 км².